# Colby

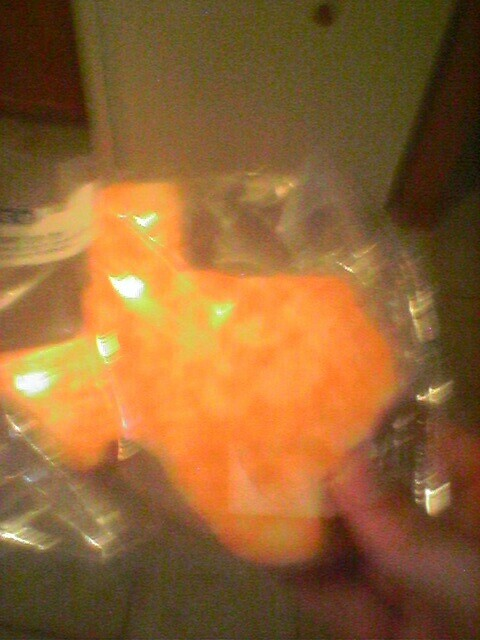
Queijo Colby com a forma do mapa do Texas.

Colby  é um queijo típico da culinária dos Estados Unidos da América. É produzido com leite de vaca. O seu nome original era inicialmente Colby Swiss Cheddar.
O queijo Colby é semelhante ao Cheddar, embora não seja sujeito exatamente ao mesmo processo de maturação. É um queijo mais mole, mais húmido e mais suave que o Cheddar. É considerado um queijo de pasta semi-dura.
A variante é Longhorn é a mais conhecida, consistindo num queijo moldado em forma de cilindro comprido cor-de-laranja. O queijo Colby não envelhece bem, tornando-se seco rapidamente. É normalmente vendido às metades.
Por ser um queijo suave, o Colby raramente é usado para cozinhar. É usado sobretudo como queijo de mesa, em merendas e saladas.

## História
Em 1874, Joseph F. Steinwand desenvolveu um novo tipo de queijo, na fábrica de queijo de seu pai, perto da cidade norte-americana de Colby, no estado do Wisconsin. Batizou-o com o nome da cidade, que fora fundada três anos antes.